# Ortigia (mitologia)
Con il termine Ortigia nell'antichità si indicavano diversi luoghi geografici; attualmente con questo toponimo si fa riferimento all'isola di Ortigia, parte della città di Siracusa, in Sicilia, Italia.
I due poeti epici Omero e Esiodo menzionano l'esistenza di un'Ortigia di imprecisata collocazione; nel poema omerico essa appare per la prima volta collegata al culto della dea Artemide.
Ortigia era il nome originario dell'isola di Delo, nelle Cicladi, Grecia: il geografo Strabone informa che nei tempi più antichi vi era un distinguo tra l'isola di Delo e il suo isolotto deserto Renea; questo luogo, adibito a necropoli, in origine si sarebbe chiamato Ortigia e vi sarebbe nata Artemide (altri nomi dell'isolotto erano Keladusa e per l'appunto Artemide); il suo gemello, Apollo, sarebbe nato invece a Delo e dalla sua luce l'isola avrebbe tratto il nome.
Si appellava Ortigia anche il bosco della città di Efeso, in Anatolia, Turchia, i cui abitanti, come ricordato da Tacito, rivendicavano nella loro patria, e non a Delo, la sacra nascita di Artemide e Apollo, che sarebbe avvenuta nei pressi del fiume ortigiano Cencreios, poco distante dal mare.
Secondo il poeta ionico Nicandro, nativo di Claros (città nota per il forte culto apollineo, prossima ad Efeso), pure in Etolia, regione montuosa della Grecia, vi era un'Ortigia ed egli reputava questo toponimo originario della terra etolica.
Nel medioevo anche l'isola del lago Fucino, in Abruzzo, Italia, si chiamava Ortigia: essa in seguitò mutò il suo nome in Ortucchio.

## Etimologia

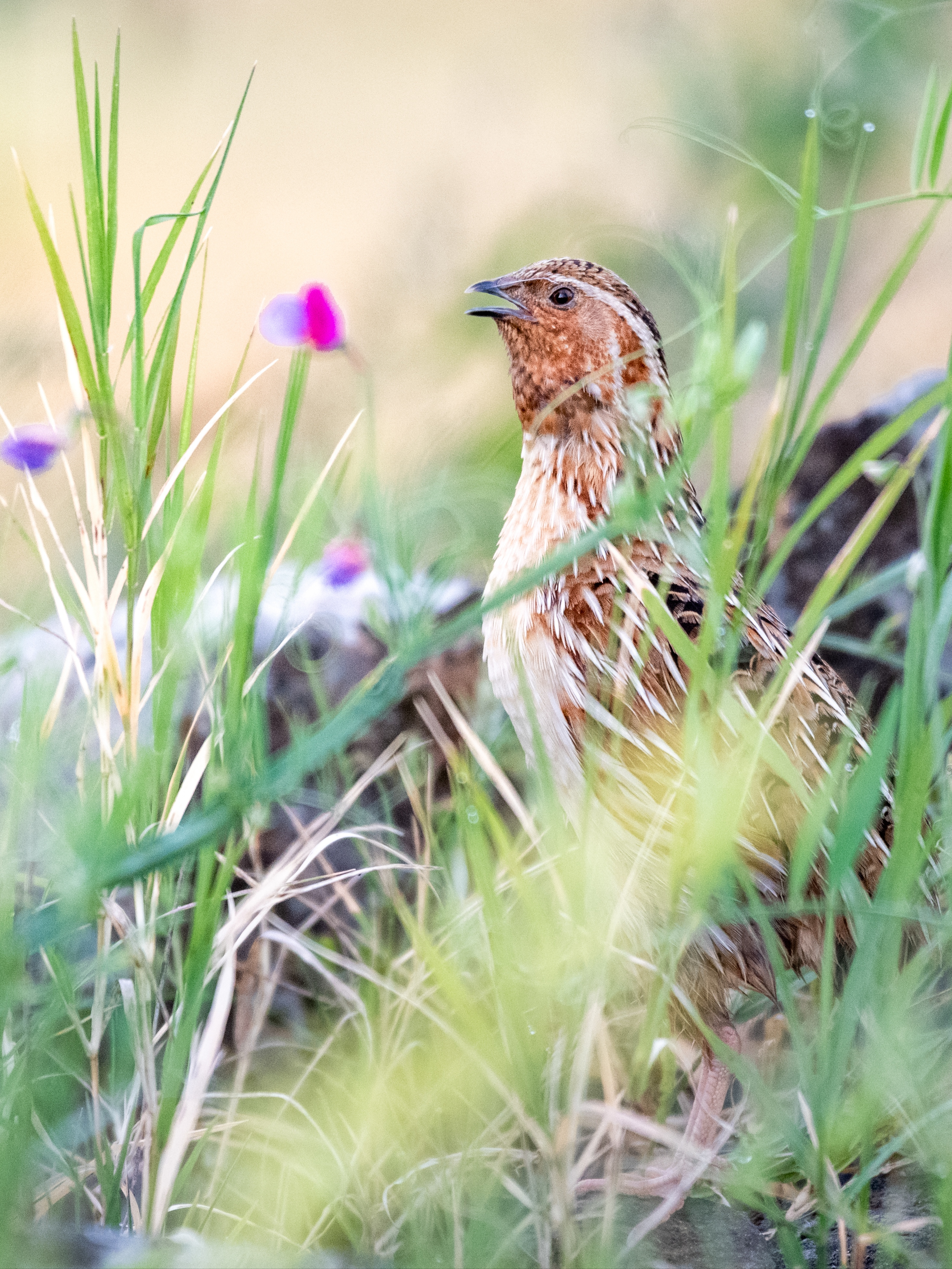
Quaglia (Coturnix coturnix)

La maggior parte delle fonti antiche afferma che il nome Ortigia (in greco antico: Ὀρτυγία?) derivi dalle quaglie (in greco antico: ὄρτυξ?, ortyx) o sia legato ad esse, ma il significato di tale accostamento resta incerto.
Il nome di Ortigia potrebbe derivare dal fatto che stormi di quaglie erano soliti posarsi su Delos, come sostenuto dall'antico ateniese Fanodemo, storico del III secolo a.C.; oppure fu così chiamata perché la quaglia, per la prima volta, fu vista sopra il suolo di Delos, come affermava l'autore antico romano Gaio Giulio Solino.
Il primo autore antico ad accostare Ortigia alla quaglia è Pindaro, poeta tebano del V secolo a.C. Egli introduce nelle cronache antiche il mito di Asteria che si tramutò in una quaglia, che a sua volta fu tramutata da Zeus nell'isola di Delos (il cui toponimo, così come il nome di Asteria, era legato alla luce). Asteria era la titanide dea delle stelle e sorella di Leto;
Ortigia divenne uno dei suoi appellativi.
Ortigia era anche l'appellativo della figlia di Leto, Artemide, essendo ad essa stata consacrata ed essendo sua terra natia. Alcuni autori antichi, ad esempio, sostengono che direttamente da Artemide l'Ortigia di Siracusa abbia tratto la propria denominazione.

## Fonti storiografiche

### Nelle fonti storiografiche più antiche

#### Omero
Il poeta epico Omero, autore dell'Iliade e dell'Odissea, menziona Ortigia in due diverse occasioni. Egli non la conosce con altri nomi: non la chiama mai Delos, luogo che tra l'altro gli è già noto, poiché lo cita espressamente come un'antica tappa del viaggio di Ulisse ai tempi della guerra di Troia; qui il re di Itaca vide una giovane palma vicino all'altare del dio del Sole Apollo (Odissea 6.160-169).
Un fattore non trascurabile è inoltre l'omissione, in entrambe le citazioni, di una condizione di insularità riguardante Ortigia: nel poema essa viene accostata a un'isola, che Omero denomina Siria.
In Omero, nel suo racconto de l'Odissea, appare il più antico collegamento tra Ortigia e la dea della Luna Artemide. Le sue citazioni su Ortigia sono le seguenti:
- durante il dialogo tra la dea Calipso e il dio Hermes (venuto a chiedere alla dea in nome di Zeus il rilascio di Ulisse):

(Omero, Odissea, 5.116-124; trad. ita a cura di Vincenzo Di Benedetto in Odissea, 2013, p. 353.)
- durante il dialogo tra Ulisse e Eumeo (costui servo di Ulisse, guardiano dei suoi maiali, in realtà discendente della famiglia reale dell'isola di Siria):

(Omero, Odissea,  15.403-14; trad. ita a cura di Vincenzo Di Benedetto in Odissea, 2010, p. 821.)

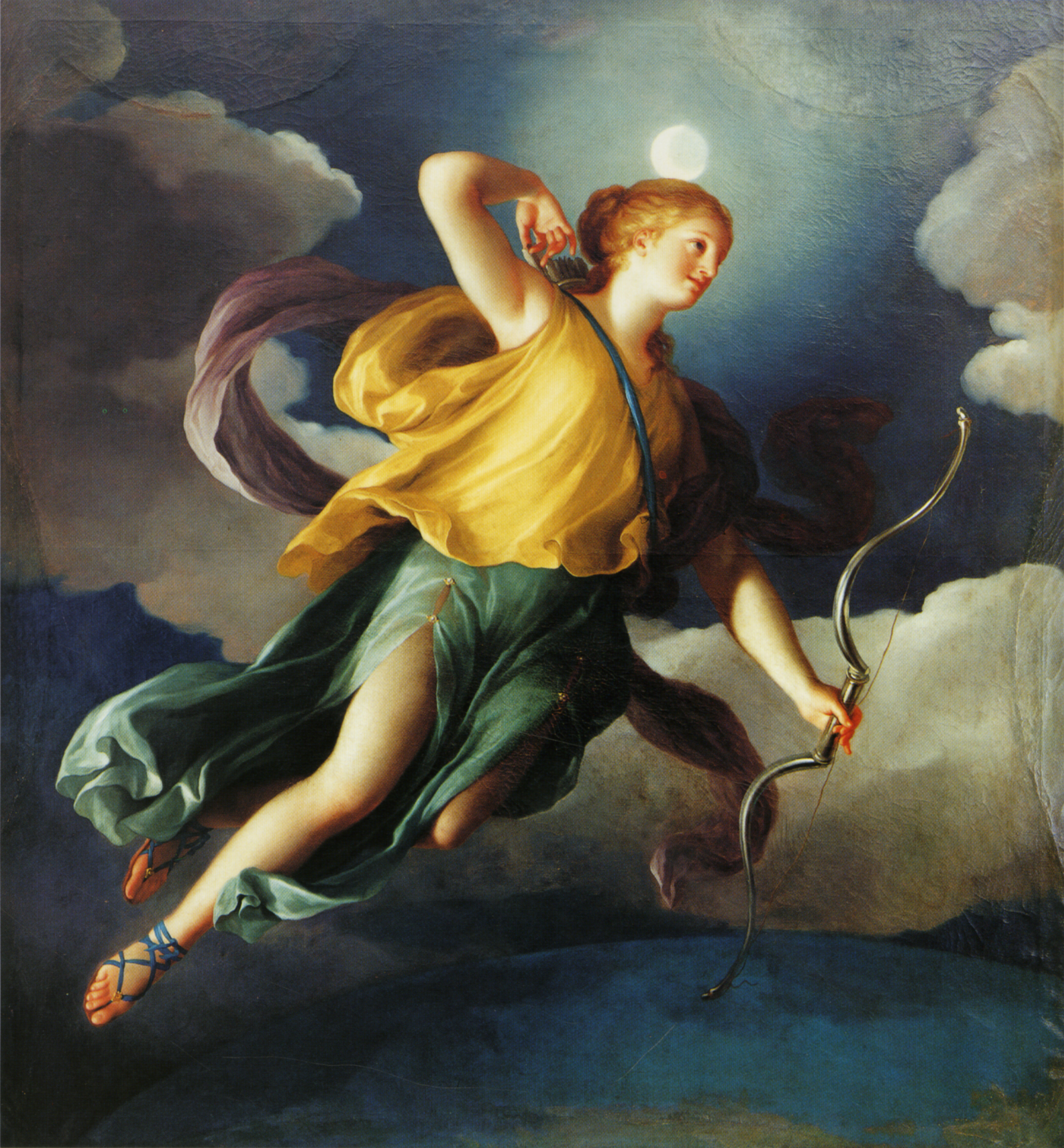
Artemide dea della Luna e della caccia. In Omero appare il suo più antico accostamento a Ortigia (dipinto di Anton Raphael Mengs, che la personifica come emblema della notte)

L'isola di Siria viene generalmente presa come punto di riferimento per cercare di cogliere l'esatta identificazione di Ortigia, che viene descritta come molto vicina ad essa. Tra gli studiosi vi è chi ritiene questi luoghi pura immaginazione di Omero; altri invece tentano di scorgervi una reale geografia antica.
Il filologo classico Erwin Rohde, così come Walter Friedrich Otto, è tra coloro che ritiene l'Ortigia omerica - la terra dove venne ucciso il cacciatore gigante Orione e oltre la quale il Sole compieva il proprio giro - un luogo mitico, profondamente legato al culto di Artemide:
(Erwin Rohde, Psiche, culto delle anime e fede nell'immortalità presso i Greci, n. 25.)
Si è supposto che l'inversione o giro del Sole (ὅθι τροπαὶ ἠελίοιο) che Eumeo dice svolgersi su Siria - alcuni pensano piuttosto si svolga in Ortigia - rappresenti i solstizi o l'avvicendarsi del giorno e della notte, l'aurora e il tramonto; in ogni caso l'osservazione di un fenomeno astronomico tra Siria e Ortigia.
Sull'identificazione di Siria vi sono poi molteplici ipotesi, il che, di conseguenza, rende difficoltosa la collocazione dell'Ortigia che l'affianca. Συρίη (Siria) potrebbe riferirsi all'isola delle Cicladi, che affianca Delos e Renea (antica Ortigia), Siro (Σύρος), oppure potrebbe riferirsi a Siracusa (Συρακώ), che affianca l'Ortigia di Sicilia.
Potrebbe anche riferirsi alla Siria ma, obiettano molti studiosi, Omero avrebbe conosciuto l'antica regione della Mesopotamia quando questa portava ancora il nome di Aram, poiché solo in epoca successiva a quella omerica i Greci le avrebbero dato il nome di Siria, facendolo derivare dall'Assiria (così chiamata dalla divinità solare eponima Aššur). Inoltre non vi è un'Ortigia vicino alle coste siriache.

#### Esiodo

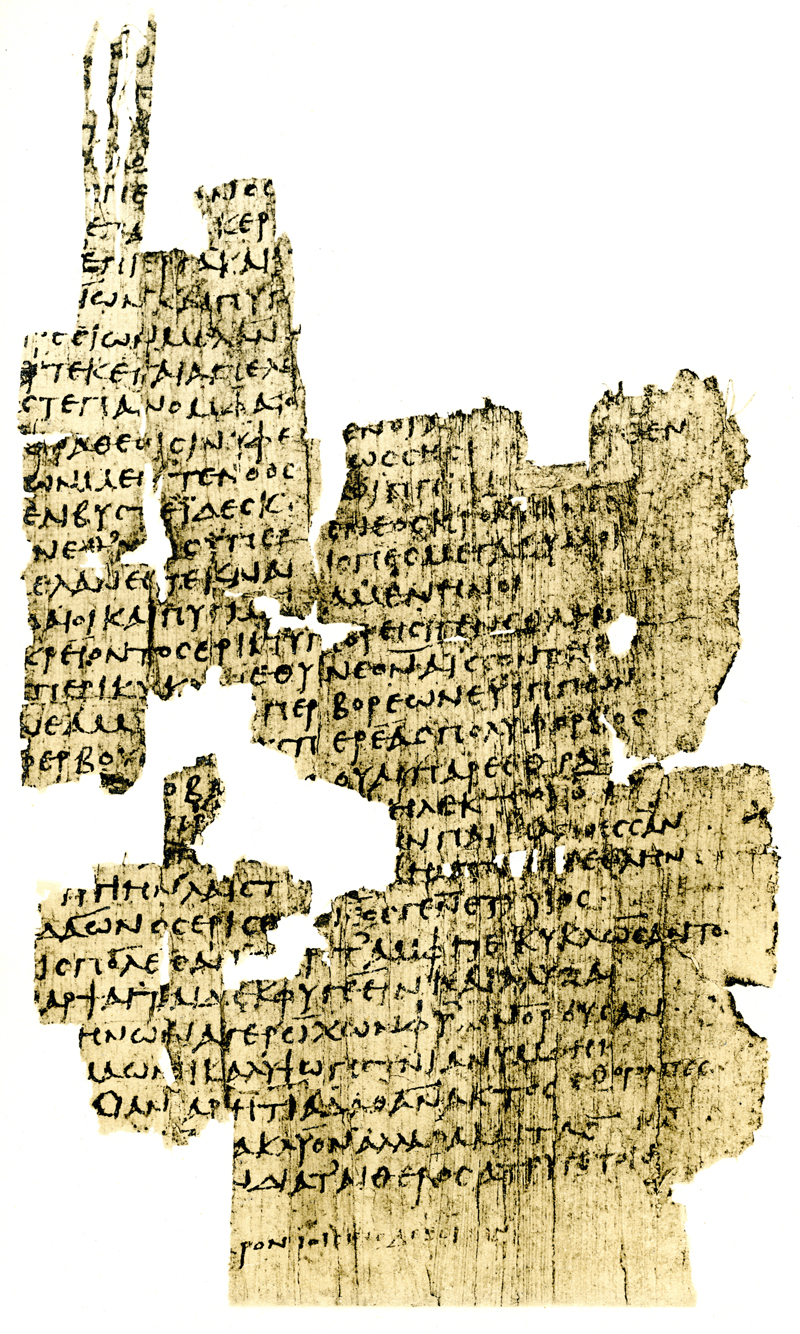
Uno dei frammenti del papiro 1358, rinvenuto in Egitto, dove si trova la menzione di Esiodo su Ortigia

Nei papiri di Ossirinco (Hes. Pap. Oxyr. 1358 fr. 2 col. 1 = fr. 150, 26 Merkelbach-West) è contenuta quella che da diversi studiosi è considerata la menzione più antica del termine Ortigia. Il frammento di papiro, attribuito al poeta epico Esiodo, recita:
(Esiodo, Catalogo delle donne; traduzione a cura di Graziano Arrighetti. in Esiodo - Opere, 2007, p. 177.)
La menzione di Ortigia nell'opera esiodea si inserisce nel contesto del volo dei figli di Borea, il vento del Nord, appellati Boreadi, popolo dai bei cavalli. Costoro, inseguendo le Arpie, prima di sorvolare il monte di Atlante, l'Etna e l'Ortigia, sono detti da Esiodo abitanti del fiume Eridano, dal flusso profondo d'ambra (fr. 150, 23 MW); identificato dalla critica, in maniera piuttosto concorde, con il Po (Eridano era il suo antico nome greco); il fiume padano nel quale, in altri miti, narrati dallo stesso Esiodo (Teogania), sarebbe precipitato Fetonte con il carro del Sole di Apollo, incendiando la Terra.
Sebbene la citazione del monte Etna sembri non lasciare dubbi sull'identificazione siciliana di questa Ortigia, parte della critica non la reputa invece così scontata:
Esiodo, poeta generalmente collocato intorno all'VIII secolo a.C. (periodo nel quale la polis Siracusa doveva ancora nascere o stava in quei frangenti venendo colonizzata dai Corinzi di Archia), nomina il termine Αἴτν]ην, la cui radice - aith - indica il fuoco, o l'ardere, e che fu in epoca successiva attribuito dai Siracusani alla regione geografica del vulcano siciliano: Aitna, da cui derivò il nome Etna.
L'uso del termine Etna per tradurre il passo esiodeo è una scelta editoriale postuma. Tuttavia, notano gli studiosi, l'aggettivo di «scosceso» (παιπαλόεσσαν), che ben si adatta a un territorio lavico come quello del vulcano siciliano, e l'autorità del geografo antico Eratostene di Cirene, il quale, riportato da Strabone, afferma che l'Ortigia di cui parlava Esiodo fosse l'isola di Siracusa, legano saldamente la Sicilia a questo specifico frammento papiraceo.
In alcune traduzioni odierne anche la peculiarità di Ortigia di essere un'«isola» (νῆσον) non viene riportata, poiché l'originale papiraceo esiodeo è ritenuto fin troppo corrotto per poterne ricavare la parola νῆσον; ciò che invece viene comunemente riconosciuta è la comprensibilità, chiara, del termine Ortigia, ma, precisano alcuni studiosi, non è detto che essa debba corrispondere all'Ortigia siciliana, considerando l'esistenza di altre località geografiche che nei tempi più antichi portavano questo medesimo nome.

### Ortigia nelle altre fonti storiografiche

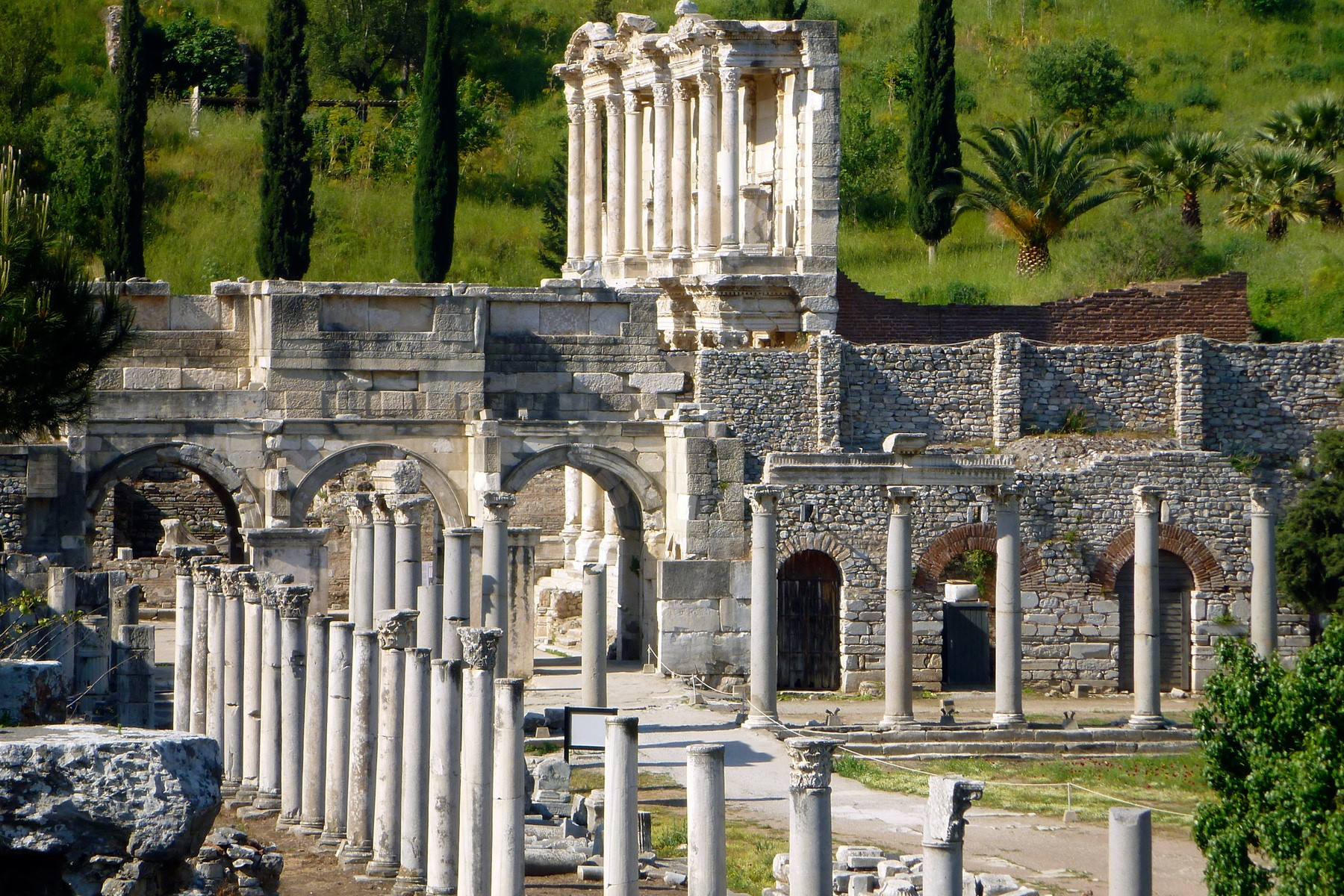
Biblioteca di Efeso: poco distante, tra la spiaggia e il monte Solmisso, sorgeva il bosco sacro di Ortigia, quella detta Asiatica, poiché sita in Asia Minore

(Giovanni Checozi, Dissertazione V: Sopra l'antica idolatria de'Boschi, 1743, pp. 212-213..)

#### Inno omerico ad Apollo
Nell'Inno ad Apollo - parte degli Inni omerici, così chiamati in quanto lo stile ricalca quello di Omero, anche se i reali autori rimangono sconosciuti -, attribuzione al VI secolo a.C., fa la sua comparsa la «Renea rocciosa» (l'isola posta a pochi metri da Delos e che fu adibita a necropoli), e qui viene reso chiaro che era questa a essere detta anticamente Ortigia.
In seguito la distinzione tra Delos e Ortigia si perde in maniera pressocché totale (sarà molto più tardi Strabone a ricordarla). Nell'Egeo il luogo di nascita di Artemide (la Diana dell'antica Roma) e Apollo non viene più scisso, invece l'inno omerico ancora precisava:
(Inno ad Apollo, 14-16.)

#### Pindaro
Pindaro, poeta del V secolo a.C., fu il primo autore antico a rendere nota una versione più articolata del mito dell'Ortigia egea, la quale però, ormai, è appellata unicamente Delos: osserva la studiosa Maria Serena Mirto, nella sua indagine etimologica su Delos, che sembra come se Pindaro, dando a Delos anche le caratteristiche dell'Ortigia, abbia in qualche modo voluto «correggere la tradizione ‘omerica’» di tenere separato il luogo di nascita di Artemide da quello di Apollo.
Pindaro introduce la figura di Asteria, dea delle stelle e figlia di titani (citata per la prima volta da Esiodo nel suo racconto sulla genesi degli dei, la Teogania esiodea) e durante il racconto del mito narra di come questa si mutò in quaglia e infine divenne l'isola di Ortigia (che Pindaro identifica come l'antica Delos); quindi ai colonizzatori Greci fu concesso dal dio Apollo di «abitare il corpo di Asteria».
Pindaro è anche il primo a legare esplicitamente l'Ortigia siciliana al culto dell'Artemide di Delos/Ortigia egea, poiché nell'ode scritta per celebrare i vincitori dei panellenici giochi funebri (detti giochi Nemei), egli afferma che essa è «sorella di Delos» (Δάλου κασιγνήτα); nella stessa opera la definisce anzitutto «sacro respiro del fiume Alfeo» (Ἄμπνευμα σεμνὸν Ἀλφεοῦ) e «germe di Siracusa» (κλεινᾶν Συρακοσσᾶν θάλος) e, inoltre, «culla di Artemide» (δέμνιον Ἀρτέμιδος), attribuendole grande antichità.
L'Alfeo peloponnesiaco (Arcadia e Elide erano le antiche terre da esso attraversate), che Pindaro lega all'Ortigia siciliana, è un corso d'acqua carico di significato sacro per l'antica Grecia: lì si narra che il dio Hermes condusse i buoi rubati al dio Apollo e sulle sponde dell'Alfeo accese il primo fuoco dell'umanità e compì il primo sacrificio agli dei (Inno ad Ermete). Lì vi sarebbe nato pure il dio Dionisio, mentre la personificazione di quel fiume, Alfeo figlio di Oceano, era posto in stretta connessione con la dea Artemide, al punto tale che alcuni epiteti di lei erano «l'Alfea, l'Alfeonia e l'Alfeusa».
L'Artemide Alfea aveva un culto a Siracusa (sempre Pindaro dichiara la sua isola, Ortigia, «sede di Artemide fluviale»; lì essa aveva il proprio tempio) e si suppone sia stato importato dagli Iamidi, stirpe di indovini che, come informa Pindaro, giunsero da Olimpia e si dicevano discendenti di Iamo/Jamo (figlio di Apollo, nato sulle sponde dell'Alfeo o sul monte di Hermes, il Cillene); costoro avrebbero colonizzato, ancor prima dei Corinzi, l'isola di Ortigia.
Il poeta tebano non conosce - o evita di menzionare - il mito della ninfa Aretusa (non gli è però estranea la fonte Aretusa): era costei per i Siracusani l'amata dall'Alfeo, il quale la inseguì dal Peloponneso fino a Ortigia e con essa, tramite l'intercessione di Artemide, mescolò le proprie acque, in perpetuo, nella fonte ortigiana.

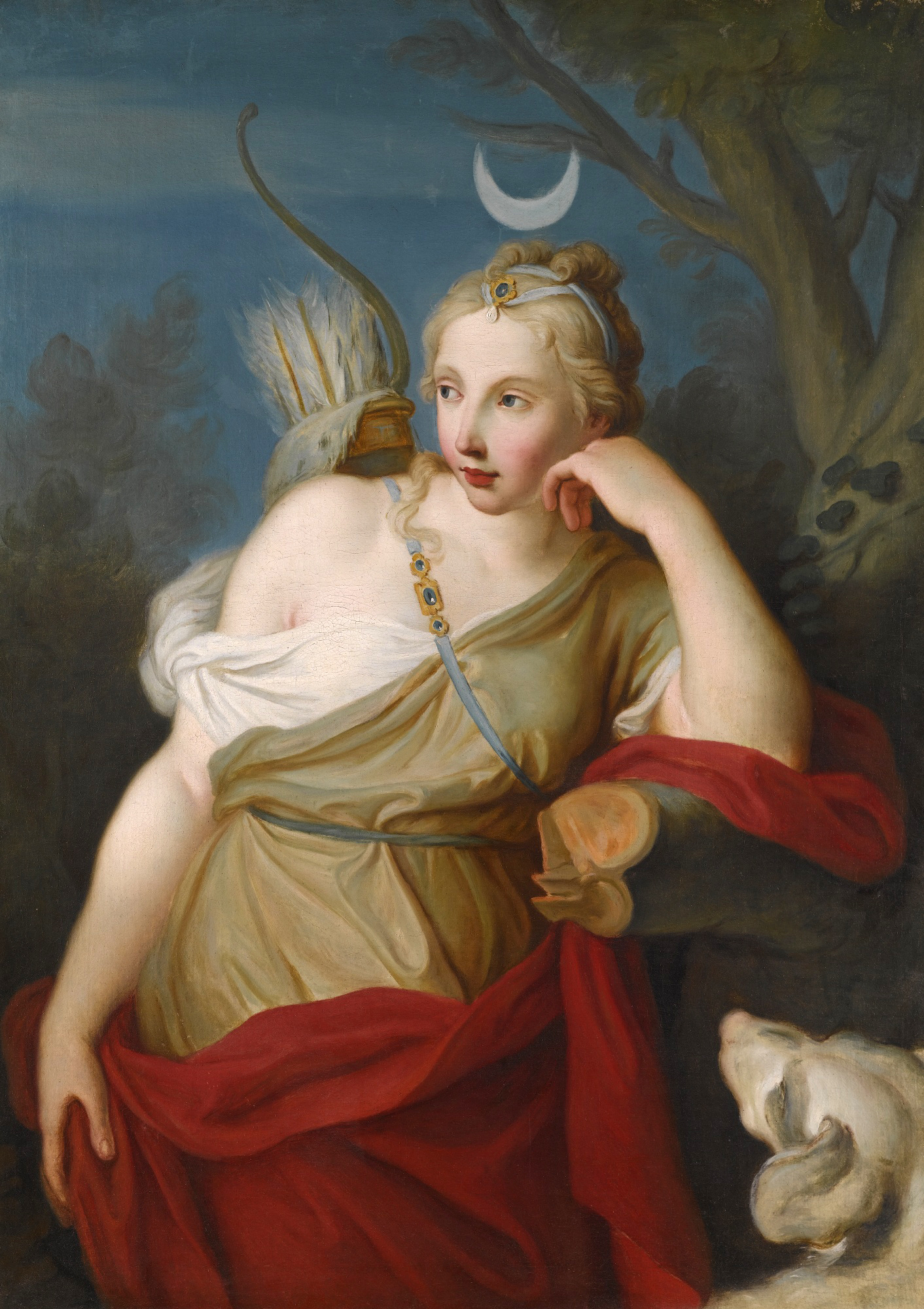
Diana (Artemide) cacciatrice e dea della Luna (opera di Pietro Rotari, XVIII secolo)

Per i nativi di Grecia, tuttavia, era Artemide quella che era stata desiderata da Alfeo: i due avevano un altare condiviso nel bosco di Olimpia. In alcuni scoli a Pindaro si può leggere anche che si credeva fosse stata Artemide stessa a giungere in Ortigia, poiché inseguita da Alfeo.
Sembra però che in epoca classica non si conoscesse già più il reale significato dell'Artemide venerata sul fiume Alfeo e che la storia d'amore e fuga, in Elide come in Ortigia, sia nata come giustificazione per un culto più arcaico.
Oltre ciò, sebbene non vi sia un fiume Alfeo nell'Ortigia di Efeso, pare che esso fosse presente a Tenedo, nella Troade (da dove sarebbero giunti, secondo alcune antiche fonti, gran parte dei coloni che fondarono Siracusa), separata dalla Ionia di Efeso dalla terra dell'Eolide. Lo storico filosofo Zoilo riteneva che Tenedo fosse l'originale sorgente del fiume Alfeo (egli disse che, in maniera carsica, l'Alfeo da Tenedo risorgeva in Arcadia, nel Peloponneso, così come altri autori sostennero facesse lo stesso Alfeo per giungere in Sicilia, inabissandosi nel mar Ionio).
L'isola della Troade (terra comunque connessa al culto solare: famoso era l'Apollo Sminteo di Tenedo, definito da Omero imperatore dei tenedi) nell'antichità era stata nota sia con il nome di Asteria - che sarebbe divenuto il medesimo appellativo dell'isola di Delos (Renea/Ortigia) - sia con il nome di Leukophrys: questo appartenne anche alla città di Magnesia al Meandro; conquistata da Efeso in età arcaica, essa sorgeva poco distante dal bosco efesino di Ortigia ed era nota per le sue feste panelleniche in onore della dea della Luna e per il suo tempio di Artemide Leucofriene.
I Magnesi (o Magneti), invitando i Siracusani a partecipare alle Leukophryeneia, sostennero di avere con essi una «syngheneia» (συγγένεια), ovvero un legame di parentela. Quel che accomuna le terre su menzionate, oltre al legame derivato da un forte culto per Artemide, potrebbe essere una comune origine eolica (Tenedo e Magnesia furono fondazioni eoliche).

#### Nicandro di Colofone
Nicandro di Colofone, vissuto tra il III e il II secolo a.C., fu un erudito, medico e sacerdote del tempio di Apollo Clario; per via del ruolo religioso ricoperto per tradizione dalla sua famiglia, Nicandro frequentò una zona molto legata all'ambiente ortigiano asiatico, trovandosi il suo santuario apollineo tra le città di Smirne ed Efeso. Ciononostante, egli è indicato come colui che avrebbe tramandato per le Ortigie un'origine più occidentale, ponendola esattamente in Etolia: Nicandro, in età giovanile, avrebbe scritto un poema intitolato Aitolika (egli passò parte della sua vita in Etolia ed alcuni lo dicono nativo di questa terra). L'informazione giunge tramite uno scoliasta di Apollonio Rodio: il poeta alessandrino, contemporaneo di Nicandro e autore de Le Argonautiche, cita nella sua opera principale più volte il nome di Ortigia, riferendosi ad Apollo e quindi al culto solare di Delos.
Lo scolio ad Apollonio (Sch. Apollo. Rhod. I, v. 419 = fr. 5 Schneider = FGrHist IIIA 271-272) afferma che Nicandro dava una comune origine etolica alle Ortigie: Efeso, Delos e Siracusa avrebbero ereditato questo toponimo da un'Ortigia che sorgeva in Etolia; essa nello scolio è detta «Ὀρτυγίης Τιτηνίδος», ovvero Ortigia Titanide.
Con «Titanide» Nicandro avrebbe potuto voler fare riferimento o all'intera Etolia (intesa come terra epica di giganti o di imprese titaniche) o all'Artemide sinonimo di titani: Nicandro altrove adopera il termine «Τιτηνίς» associandolo ad Artemide, poiché appartenente alla stirpe dei titani, inoltre negli Inni orfici (VI secolo a.C.) il termine «Artemidi», al plurale, è intercambiabile con quello di «Titanidi».
(Sch. Apollo. Rhod. I, v. 419.)

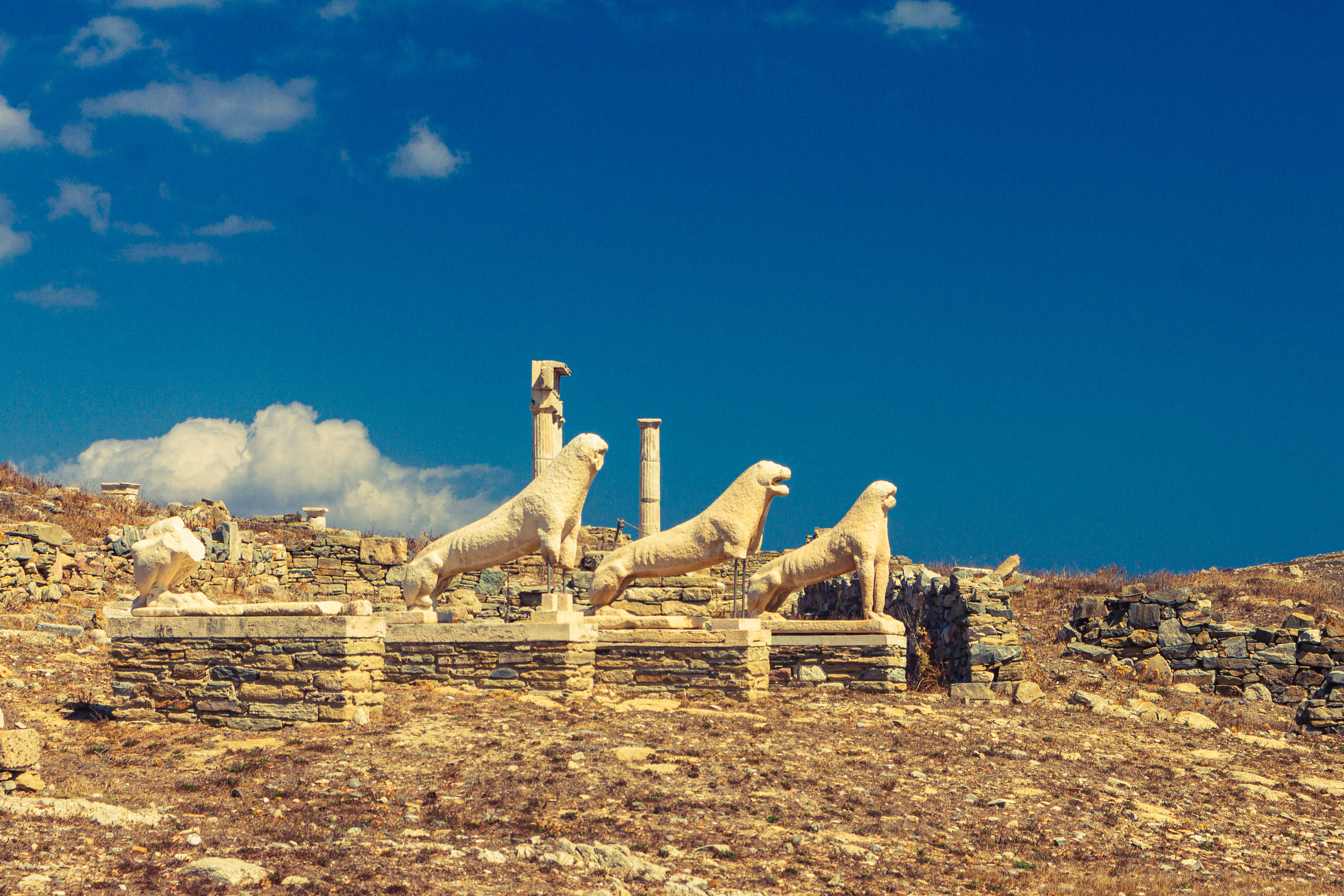
Cicladi: isola di Delo: la terrazza dei leoni, dedicati ad Apollo (VI sec. a.C.)

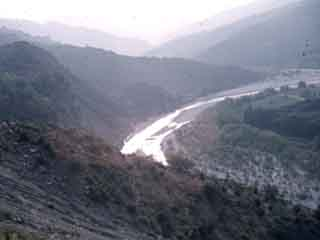
Etolia: il fiume Eveno (antico Licorma) visto dall'acropoli di Calidone

Un'Ortigia etolica sarebbe stata nota anche agli scoliasti omerici dell'Iliade: viene difatti tramandata l'esistenza di un'«Ortigia nella Calcide» (nel contesto mitologico della contesa tra il dio Apollo e Ida, futuro argonauta, per Marpessa, figlia di Eveno, rapita da Ida in Ortigia) situata non lontana dal fiume etolo Licorma (Eveno, potamoi, ne fece mutare in seguito l'idronimo).
Questa Ortigia, sostengono diversi studiosi, potrebbe essere legata alla città etole di Calidone, la quale si trovava nei pressi della foce del Licorma, all'imboccatura del golfo di Corinto, ed era nota per il culto dell'Artemide Lafria (il Laphrion calidonio comprendeva un tempio di Artemide e uno di Apollo). In tal caso la Calcide ortigiana citata nello scolio omerico sarebbe la Calcide etolica (poco distante sia dal fiume Licorma che dalla città di Calidone):
La Calcide etolica fu fondata, secondo la tradizione, dai Cureti: costoro ne sarebbero stati i primi abitatori, scacciati poi dagli Eoli di Etolo, che conquistarono l'intera regione. I Cureti appaiano dunque connessi al culto di più Ortigie: non solo nell'Ortigia di questa Calcide, ma anche in quella di Efeso si ha loro memoria (i Cureti nell'Ortigia asiatica, secondo gli Efesini, protessero la sacra nascita di Artemide e Apollo, danzando e facendo molto baccano, affinché la gelosa Era non si accorgesse dell'evento).
A prescindere da quanto affermato dallo scolio ad Apollonio Rodio e dalla probabile collocazione dell'Ortigia degli scoli omerici, la maggior parte degli studiosi odierni non reputa comunque veritiera la presunta origine etolica di tutte le Ortigie, leggendo piuttosto nelle parole di Nicandro un intento propagandistico a favore degli Etoli del III secolo a.C.

### Nelle fonti storiografiche d'epoca romana

#### Ortigia e Orione
Delos nel tempo consolida il suo connubio con Ortigia: dopo Pindaro, identificarla con l'isola delle quaglie diventa una consuetudine. Già nella Biblioteca dello pseudo-Apollodoro, risalente al I secolo a.C., in epoca romana, si colloca a Delos, in quanto Ortigia, la morte del gigante Orione, dando nuovo seguito alle parole di Omero, il quale, nell'VIII secolo a.C. circa, associava Orione all'Ortigia appartenente all'Artemide dall'aureo trono, tuttavia egli non l'ha mai chiamata Delos. L'ambientazione nelle Cicladi dell'Ortigia di Orione, proposta fin dagli albori dell'epoca romana, non trova unanimi consensi tra gli studiosi.

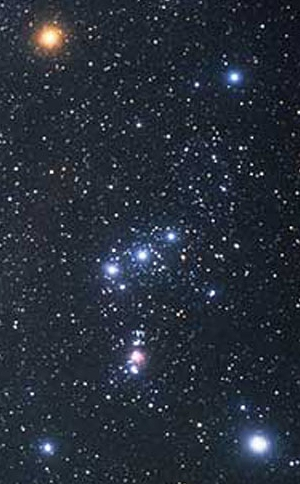
La costellazione di Orione: il gigante mitologico che la rappresenta fu ucciso in Ortigia (da alcuni identificata con Delo; per altri la sua identificazione resta incerta)

L'uccisione del cacciatore celeste ha molte versioni, ma nella loro quasi totalità Artemide è contemplata come la sua artefice, volontaria o involontaria: nella versione riferita da Istro il Callimacheo la dea dell'Ortigia viene tratta con l'inganno dal geloso gemello Apollo a trafiggere con le sue frecce il gigante figlio di Poseidone.
Proprio la figura di Orione consentirebbe di identificare, in maniera più solida, l'Ortigia di Esiodo con l'Ortigia siciliana: difatti «colui che di Poseidone possente fu figlio» (cit. Esiodo fr. 150, v. 27), che il poeta beotico menziona subito dopo aver citato l'Ortigia che segue il vulcano scosceso, potrebbe riferirsi a Orione (noto figlio del dio dei mari); egli, si apprende sempre da un frammento di Esiodo, formò il promontorio che nello Stretto di Messina avvicina la Sicilia all'Italia, chiamato Capo Peloro, e vi edificò il tempio di Poseidone, molto venerato dalle popolazioni del luogo, dopodiché passò in Eubea (terra confinante con la Beozia, della quale sarebbe nativa la figura di Orione).
Peloro designa l'area siciliana dell'antica città dalle origini calcidesi euboiche Zancle, poi Messana, detta peloritana; in Omero il termine Peloro è epiteto di Orione, detto πελώριος (pelorios), ad indicarne la forza e la statura straordinarie.
Il frammento di Esiodo su Orione al Peloro viene tramandato dalla Bibliotheca historica di Diodoro Siculo, storico del I secolo a.C., che ricorda come Orione venne reso immortale, poiché giunto tra le stelle (ovvero il mito tramanda la sua trasformazione nella costellazione di Orione ad opera degli dei; per alcune fonti ciò avvenne su richiesta di Artemide o ad opera di Artemide).
Diodoro, inoltre, introduce la leggenda degli Iperborei posta in relazione con l'isola di Delos: lo storico d'epoca romana,  nel descrivere la mitica Iperborea, afferma che in essa vi sarebbe nata Leto, la titanide madre di Artemide e Apollo, e che questo antico popolo frequentasse i Delii. Gli Iperborei veneravano il dio del Sole Apollo, poiché nell'Iperborea il figlio di Leto si recò subito dopo la nascita, giungendovi su un carro trainato da cigni.
Già Erodoto (storico di V secolo a.C., contemporaneo di Pindaro ) aveva descritto nel dettaglio questo legame tra i Delii e gli Iperborei (così come Callimaco, che segue la tradizione erodotea): per il contesto ortigiano risulta di particolare interesse la sua narrazione riguardo la venuta a Delos di due vergini iperboree, di nome Arge e Opis, accompagnate dagli dei dell'Ortigia, Apollo e Artemide. Su quest'isola le tombe delle iperboree vennero posizionate vicino al tempio di Artemide, divenendo motivo di culto.
La figura di Opi, secondo pseudo-Apollodoro, si riallaccia al mito dell'uccisione di Orione: il cacciatore celeste sarebbe stato ucciso a Delos da Artemide perché avrebbe tentato di fare violenza all'iperborea Opi. In altre versioni, tuttavia, è Artemide a essere aggredita da Orione; si è quindi supposto che Opi fosse in realtà un epiteto della dea della Luna: a Efeso Artemide era detta Opi.
Il contesto iperboreo non sarebbe stato estraneo alla dea di Ortigia, in quanto figlia dell'iperborea Leto e gemella del nume venerato dagli Iperborei, Apollo. Secondo Pindaro anche Artemide soggiornò nell'Iperborea.

#### Ovidio, Igino e Solino
Durante l'età augustea il poeta antico romano Publio Ovidio Nasone pubblica l'opera Le metamorfosi: Ovidio accenna appena al fatto che la dea delle stelle, la titanide Asteria, per sfuggire alle brame di Giove (Zeus) si mutò in una quaglia (il mito di Asteria/Ortigia, introdotto inizialmente da Pindaro, viene approfondito da altri autori antichi, tra i quali risulta di particolare interesse il romano Servio Mario Onorato, che nella sua esegesi a un passo virgiliano spiega come la quaglia Asteria venne trasformata in pietra e precipitata sul fondo del mare da Giove e che solo dopo molte preghiere da parte di Latona, sorella di Asteria, l'isola poté riemergere dalle acque). Il testo di Ovidio (libro I, vv. 435-450) si sofferma piuttosto sull'origine del drago-serpente Pitone, sorto dal fango della terra a seguito del diluvio di Deucalione e Pirra, e lo dice ucciso dalle frecce dell'Apollo appena nato.

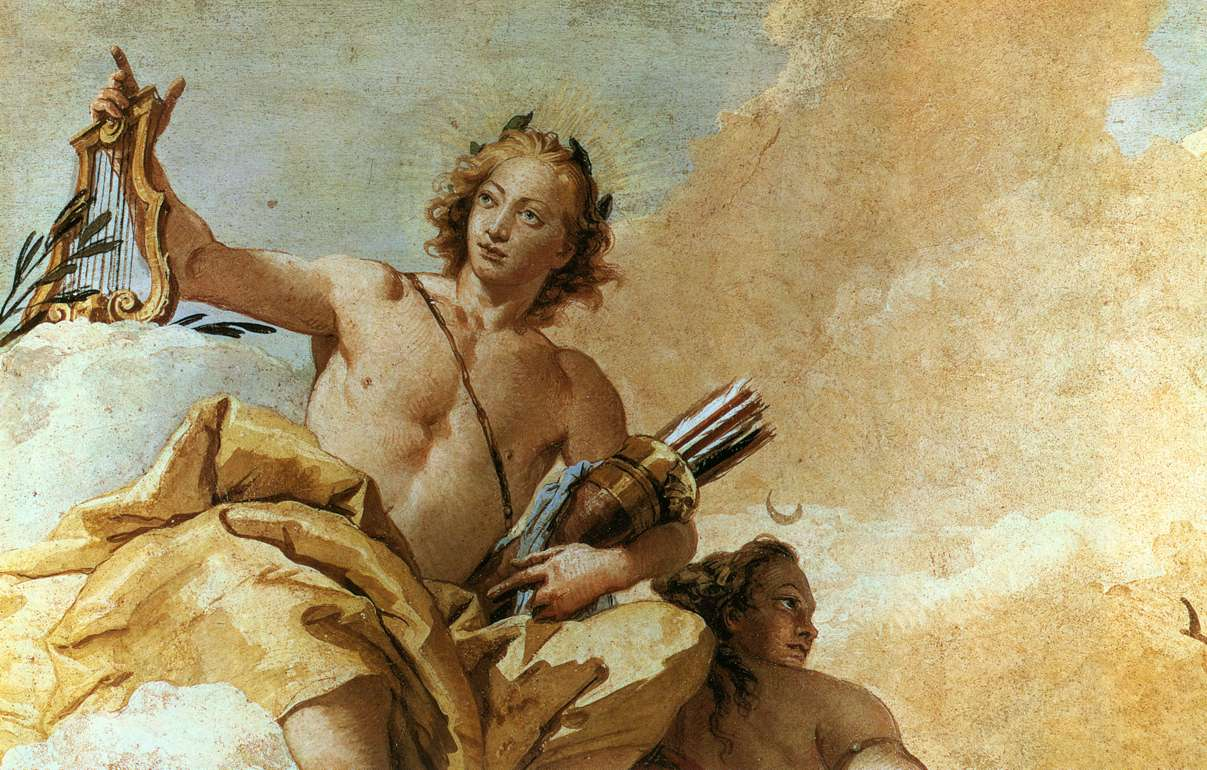
I gemelli Apollo e Diana, dio del Sole e dea della Luna, nati in Ortigia (affresco di Giovanni Battista Tiepolo, XVIII secolo)

Deucalione e Pirra, superstiti del diluvio, secondo Ovidio toccarono terra con una barca sulle cime del Parnaso, ed è su quel monte, che domina la città di Delfi, che Apollo uccise Pitone.
Il legame tra Pitone e Apollo, il Parnaso e Ortigia lo si rinviene anche nelle Fabulae: questa raccolta, in lingua latina, si riferisce alla mitologia greca e la sua attribuzione viene definita incerta: il suo autore potrebbe forse essere Gaio Giulio Igino - in tal caso l'opera sarebbe quanto meno contemporanea de Le metamorfosi di Ovidio - oppure potrebbe trattarsi del più tardo Igino detto Astronomo; autore romano del II secolo d.C. In ogni caso l'Igino delle Fabulae parla della lotta tra Pitone e Apollo, ma prima egli descrive di come la gelosa moglie di Giove, Giunone (Era), ordinò al drago-serpente di uccidere Latona (Leto), ancora incinta dei gemelli (inoltre Giunone, afferma la tradizione, aveva vietato a tutte le terre di accogliere la partoriente Latona, ma l'isola di Ortigia disattese questo ordine; Igino invece dice che l'Ortigia di Latona era una terra non toccata dal sole, per tale motivo la titanide vi poté partorire).
L'oracolo di Delfi (considerato l'ombelico del mondo) aveva predetto a Pitone, secondo Igino, la morte per mano di un figlio di Latona, egli voleva quindi impedire la sacra nascita, ma il vento nordico Aquilone (Borea), su ordine di Giove, prese Latona e la condusse da Nettuno (Poseidone), il quale le diede riparo in Ortigia e sommerse l'isola sotto le onde per occultarla. Pitone allora se ne tornò sul Parnaso. Dopo la sua nascita, passati quattro giorni, Apollo con le sue frecce vendicò le pene patite dalla madre, uccidendo Pitone. Apollo a seguitò di ciò istituì i giochi pitici e si disse Pizio.
Gaio Giulio Solino, scrittore romano del III secolo, nella sua raccolta di cose memorabili (Collectanea rerum memorabilium o De rebus mirabilibus) rammenta origini diluviane per Ortigia (11, 18): il testo di Solino, che come molti altri del suo tempo identifica Delos con Ortigia, afferma che durante i giorni di Ogige (un arcaico personaggio sovrano della Beozia o dell'Attica) si verificò un diluvio che oscurò i cieli della Terra per più di nove mesi.

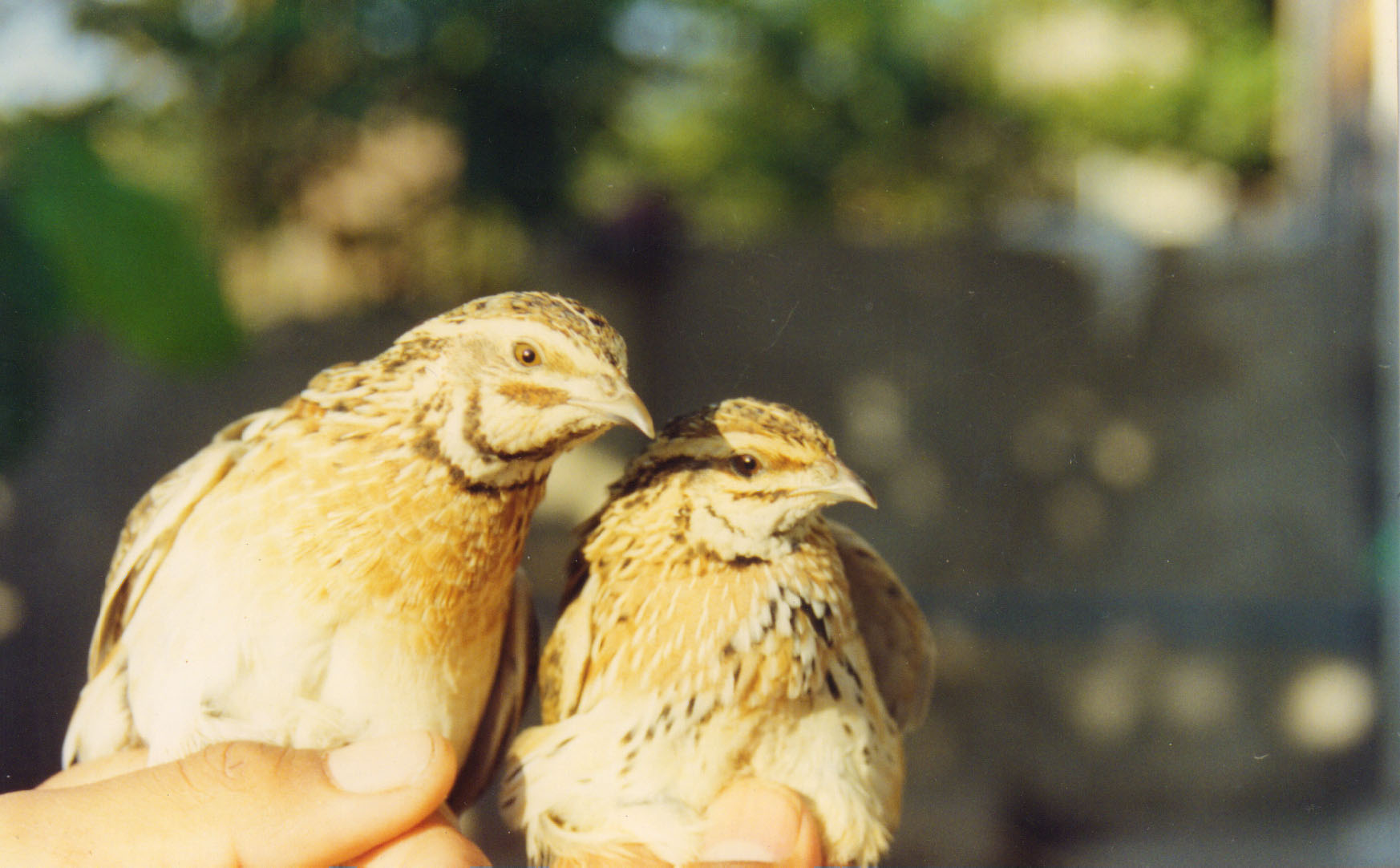
Delle quaglie (Coturnix coturnix) fotografate in India: la quaglia è il simbolo di Ortigia

I primi raggi del Sole furono rivisti nell'Ortigia egea, dice Solino, e per questo l'isola cambiò il proprio nome in Delo, la «manifesta». Lo storico tardo-romano specifica nel suo testo che quello di Ogige fu il primo diluvio, poiché egli lo distingue da quello dei tempi di Deucalione, che sarebbe avvenuto solo in seguito.
Solino fornisce inoltre la seguente spiegazione sul toponimo dell'Ortigia delle Cicladi: poiché la quaglia, che in lingua greca è detta «Oρτυξ» (Ortyx), fu vista per la prima volta su quest'isola, essa prese il nome del volatile e fu chiamata Ortigia (la medesima spiegazione era già stata fornita da Servio Mario Onorato il quale afferma che «Ortigia» fu il toponimo più vecchio di Delo).
Solino attribuisce un altro primato all'isola egea: lì si sarebbe trovato, o scoperto, per la prima volta il fuoco, per questo essa, oltre che Ortigia, Asteria e altri diversi toponimi, era detta Pirpile: stessa notizia era già stata data tempo prima da Plinio il Vecchio (I secolo), che parlando di Delo, enumerando tra le sue denominazioni quella di Ortigia (Plin. Nat. hist. IV, 67), informa poco prima che il suo toponimo Pyrpylen (che deriverebbe dalle parole «Pyr», fuoco, e «pylè», porta; dunque «porta del fuoco») stava a significare la scoperta del fuoco («Pyrpylen igni ibi primum reperto»: Plin. Nat. hist. IV, 66); secondo alcuni studiosi odierni ciò era dovuto al fatto che gli antichi ponevano a Delo la nascita di Apollo, associato alla luce, al Sole, quindi al calore e al fuoco.

## Artemide, la dea di Ortigia
(Walter Friedrich Otto, Gli dèi della Grecia, 2016.)

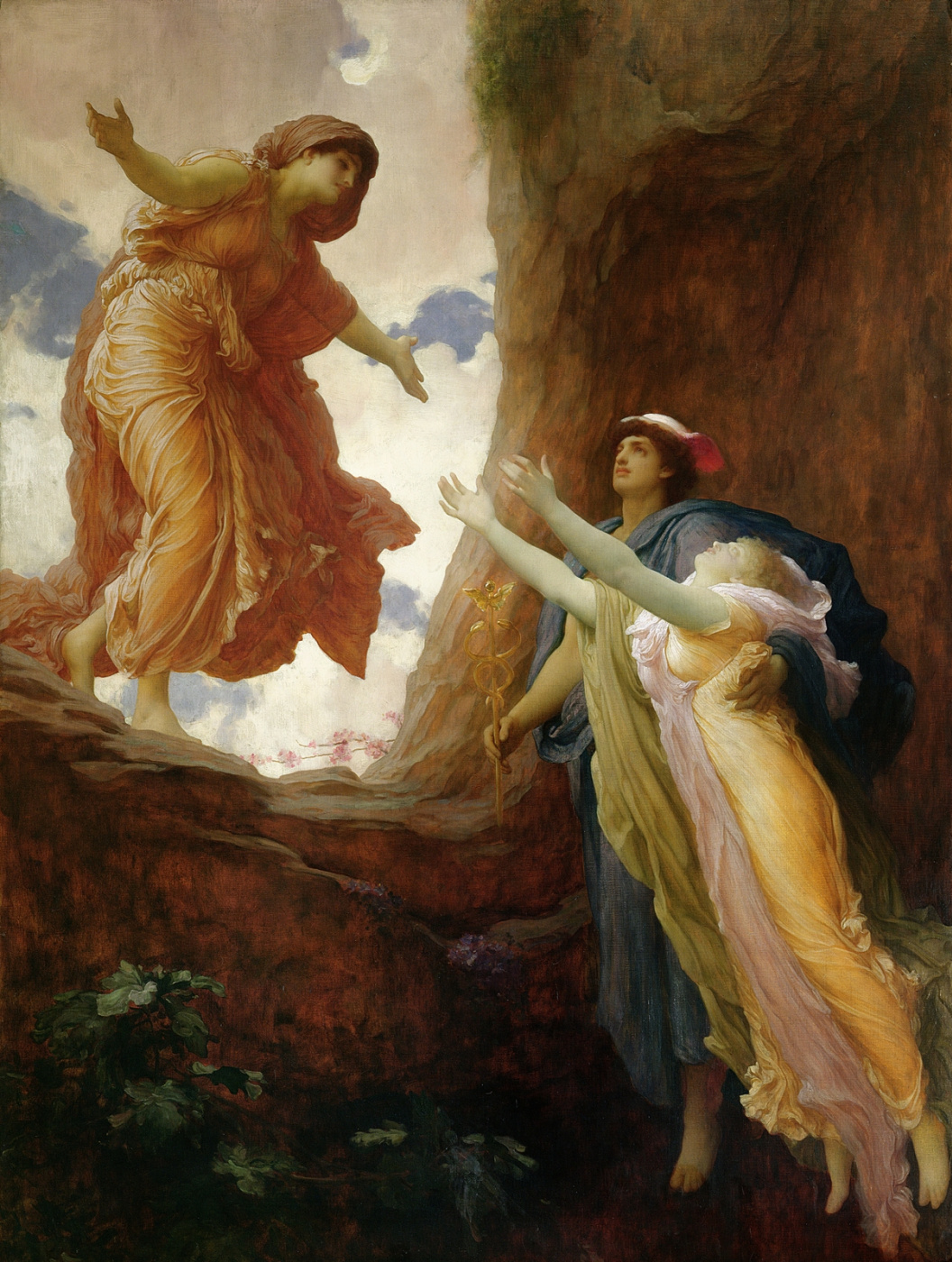
Hermes, in qualità di psicopompo, riconduce Persefone dalla madre Demetra, ciò sancisce il ritorno della primavera. Artemide appare, soprattutto nell'Ortigia siracusana, connessa anche lei a questo evento (dipinto di Frederic Leighton, XIX sec.)

Artemide è la divinità di Ortigia, indubbiamente venerata in ciascuna delle antiche Ortigia o Ortigie conosciute. Il suo culto ha molte sfaccettature e definire la sua natura risulta alquanto complesso.
Artemide è potnia theròn (signora degli animali), signora dei monti («che le montagne siano mie» dichiara la dea nell'inno di Callicamo a lei dedicato), dei fiumi, di lagune e paludi, della vegetazione. È anche dea dei passaggi rituali e dei confini culturali. Alle volte le viene attribuito il titolo di «guida» o «colei che indica il cammino»; in questi suoi aspetti Artemide si accosta a Hermes. Altre volte ella appare molto vicina alla dea Persefone/Kore, figlia di Demetra (la dea dei cereali, dell'agricoltura) e regina dell'Ade.
L'aspetto mortifero le deriverebbe dalla sua associazione con la Luna: difatti la divinità lunare è legata alla morte e all'aldilà. Al contempo, sarebbe sempre la Luna a conferirle gli aspetti di protettrice e signora della vita vegetale, animale e umana (da qui il suo essere anche dea delle partorienti).
Queste caratteristiche peculiari accostano Artemide ad altre deità lunari di altri luoghi geografici, con la particolarità però che in diversi casi si tratta di divinità lunari maschili: è il caso del mesopotamico Sin o Nanna (signore della Luna, dei mesi e padre dei destini degli uomini) o dell'egizio Thot (signore della Luna, della misurazione del tempo e della sapienza) o dell'anatolico Men (signore della Luna, dei mesi, del cielo, della vegetazione, del bestiame e associato all'oltretomba).

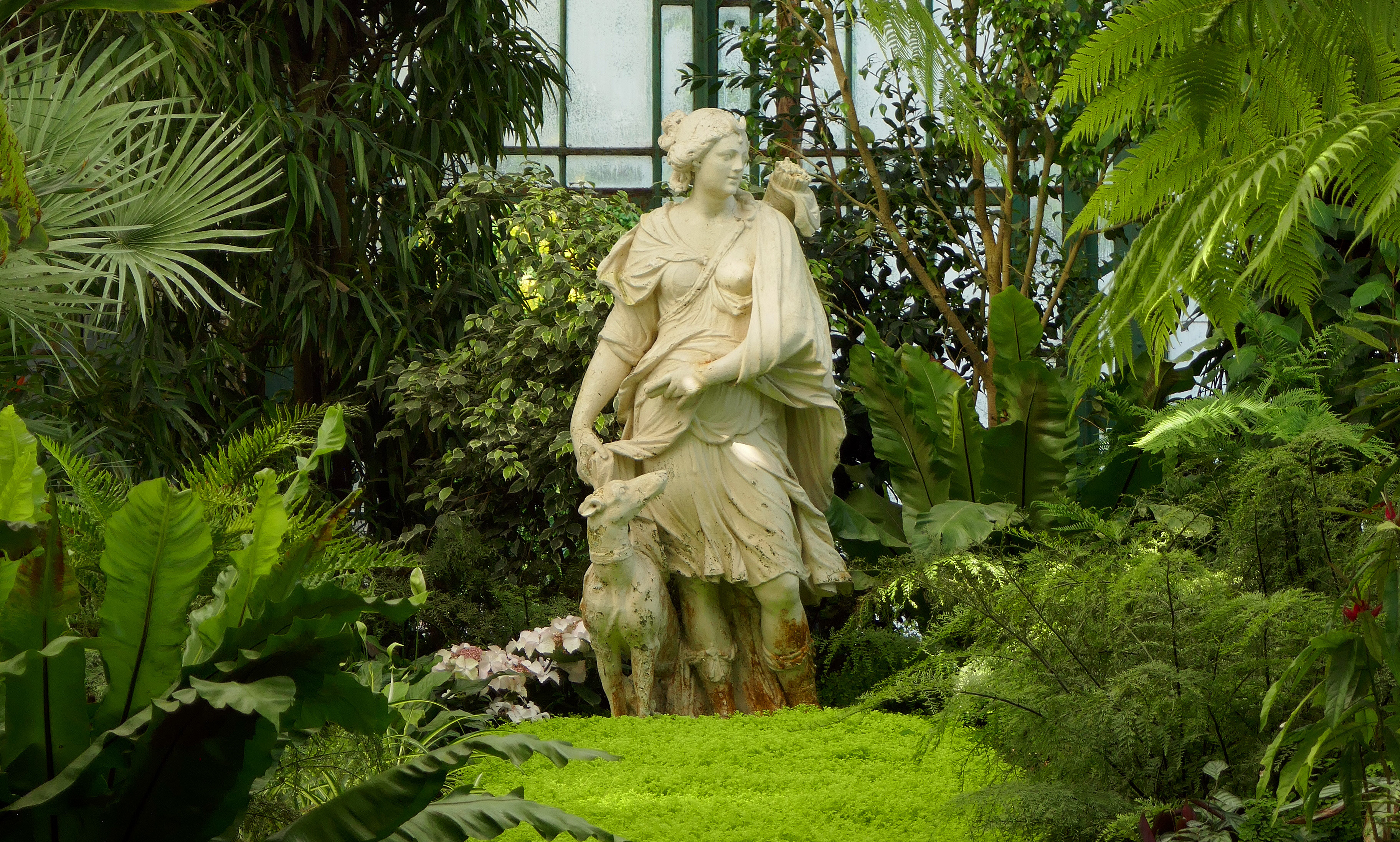
Scultura di Artemide/Diana collocata all'interno delle serre reali di Laeken (opera di Gabriel de Grupello, XVII sec.); la dea di Ortigia è inoltre signora della vegetazione

In quanto dea della Luna Artemide è strettamente legata al Sole, quindi è gemella di Apollo, ed è connessa alla luce degli astri: essa governa l'astro notturno.
La dea di Ortigia veniva festeggiata dagli antichi in occasione dell'equinozio di primavera: le era sacro il nono mese del calendario attico, elafebolione, detto dagli Ioni e dai Dori mese di artemiṡióne, o artemisio (tra marzo e aprile). In questo mese a Siracusa si festeggiava l'«Artemide messaggera», detta in greco antico Αγγελου (angelo): essa si suppone fosse connessa al ritorno di Persefone in superficie dall'Ade; l'Artemide Αγγελου ne annunciava la venuta e quindi il risveglio della terra e l'avvento della primavera.
A Efeso, nella Ionia, Artemide aveva invece più l'aspetto di una Grande Madre: il culto dell'Artemide Efesia era differente da quello occidentale, mentre nell'Ortigia siciliana la dea era una figura virginale, nell'Ortigia asiatica essa assumeva sembianza matronale; una dea della fertilità per la terra, animali e uomini. Artemide diventava anche guerriera tra gli Spartani: tra essi era nota come Ortia (ricollegabile forse al nome di Ortigia); le si offrivano sacrifici cruenti ed era considerata la dea della società spartana. Il termine «Ortia» potrebbe voler significare «diritto, erto» (poiché un'arcaica statua di Artemide in legno era stata rinvenuta dagli Spartani dritta poiché avvolta da viticci). In forma maschile, Ortio o Orto, sarebbe stato anche un epiteto del dio Dionisio (o Bacco), chiamato così nel suo tempio ad Atene, e avrebbe avuto il medesimo significato etimologico di Ortia (poiché il dio insegnò a mescolare l'acqua con il vino e chi ne beveva camminava dritto).